# 桑塞尔地区讷伊
桑塞尔地区讷伊（法語：Neuilly-en-Sancerre，法語發音：[nøji ɑ̃ sɑ̃sɛʁ]）是法国谢尔省的一个市镇，位于该省东北部，属于布尔日区。该市镇总面积26.05平方公里，2009年时的人口为253人。

## 人口
桑塞尔地区讷伊人口变化图示